# Mięsień zginacz powierzchowny palców

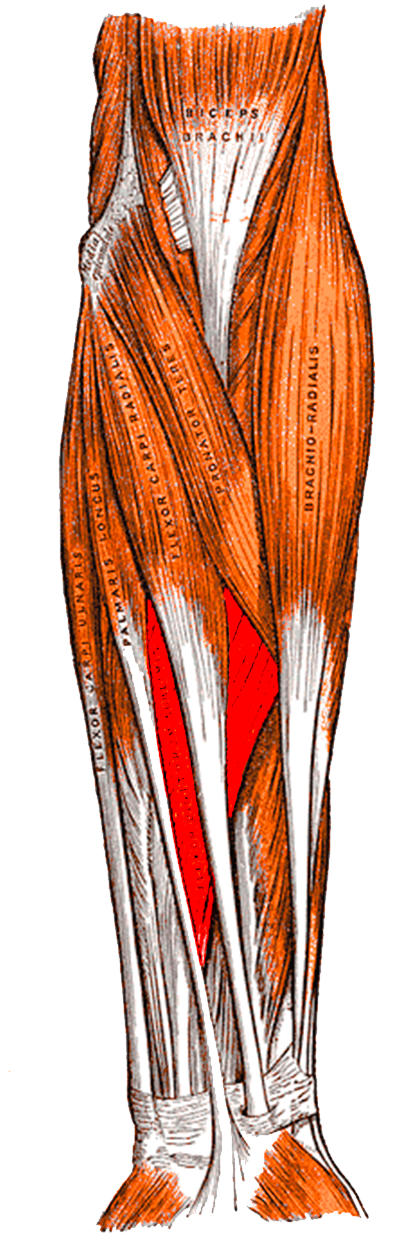
Mięsień zginacz powierzchowny palców oznaczony na czerwono

Mięsień zginacz powierzchowny palców (łac. musculus flexor digitorum superficialis) – w anatomii człowieka mięsień leżący w drugiej (pośredniej) warstwie grupy przedniej mięśni przedramienia. Jest to duży, płaski, szeroki mięsień zakończony czterema ścięgnami. 
Proksymalnie mięsień dzieli się na dwie głowy. Głowa ramienno-łokciowa (łac. caput humeroulnare) tworzy przyczep na nadkłykciu przyśrodkowym kości ramiennej oraz na wyrostku dziobiastym kości łokciowej. Głowa promieniowa (łac. caput radiale) rozpoczyna się w proksymalnej części powierzchni przedniej kości promieniowej. Łuk ścięgnisty rozpięty między obiema głowami stanowi przyczep dodatkowych włókien mięśniowych. Łuk ścięgnisty przykrywa nerw pośrodkowy oraz naczynia łokciowe. W dalszym przebiegu mięsień rozdziela się na cztery brzuśce dające początek czterem płaskim ścięgnom. Brzuśce oraz ścięgna biegnące do palca III i IV leżą powierzchownie, przykrywając brzuśce i ścięgna palca II i V. W swoim przebiegu ścięgna przechodzą przez kanał nadgarstka i rozbiegają się na powierzchni dłoniowej, w kierunku odpowiadających palców. Na wysokości paliczków bliższych ścięgna rozdzielają się na dwie odnogi. Między odnogami przebiega ścięgno mięśnia zginacza głębokiego palców. W dalszym przebiegu, włókna obu odnóg ścięgna mięśnia zginacza powierzchownego palców wymieniają ze sobą włókna tworząc skrzyżowanie ścięgien (łac. chiasma tendineum). Odnogi ścięgien kończą się na brzegach paliczków środkowych.
Mięsień unaczyniony jest przez gałęzie od tętnicy promieniowej i tętnicy łokciowej, a unerwiony przez nerw pośrodkowy (czasem też przez gałązkę od nerwu łokciowego).
Jego funkcją jest zginanie ręki w stawie promieniowo-nadgarstkowym i stawach śródręczno-paliczkowych oraz palców II–V w stawach międzypaliczkowych bliższych. Osiągnięcie największej siły zgięcia umożliwia zgięcie grzbietowe dłoni. W skrajnym zgięciu dłoniowym mięsień traci większość swojej siły. Dodatkowo mięsień przywodzi palce II, IV i V do palca III.